# تي دي كاي
تي دي كَي (بالإنجليزية:TDK Corporation) (باليابانية:東京電気化学工業株式) ، هي شركة يابانية للصناعة الإلكترونية ورمز TDK تعني "Tokyo Denkikagaku Kogyo" أي: طوكيو للإلكترونيات والكيماويات, "Tokyo Electronics and Chemicals".

## تاريخ التأسيس
أسست الشركة بتاريخ اليوم السابع من ديسمبر عام 1935م، ودخلت الشركة في أسهم نيكاي.

## الفروع
لها فروع في مدن العالم الأول ، ومنها : تايوان ، وبريطانيا العظمى.

## المتحف
قامت شركة تي دي كاي بإنشاء المتحف للصناعة اليابانية القديمة لعرضها للأجيال القادمة.

## وصلات خارجية
- الموقع الرسمي